# Obice
Pour le saint de l'Eglise catholique, voir Saint Obice.
Obice est une localité polonaise de la gmina de Morawica, située dans le powiat de Kielce en voïvodie de Sainte-Croix.